# Vicariat apostolique du Népal
Le vicariat apostolique du Népal est une circonscription ecclésiastique de l’Église catholique en Asie du Sud. La préfecture apostolique créée en 1996 fut érigée en vicariat apostolique le 10 février 2007. Il couvre l’entièreté de la nouvelle république fédérale du Népal. Depuis 2024, le siège est vacant.
Le vicaire participe à titre de « membre associé » à la Fédération des conférences épiscopales asiatiques (en).

## Histoire
À part quelques voyageurs qui traversent le pays, le royaume du Népal reste inconnu des européens. Au XVIIIe siècle lorsque les missionnaires capucins doivent quitter le pays un petit groupe de convertis népalais les accompagne pour s’installer en Inde du Nord. De 1769 à 1947, le pays est entièrement fermé à toute présence étrangère. Tout en entretenant des relations avec l’Inde britannique voisine, il n’a jamais été sous domination étrangère.
En novembre 1951 le roi Tribhuvan Shah met fin à l’hégémonie de la famille des Ranas, et reprend le pouvoir. Souhaitant moderniser le pays il invite le jésuite américain Marshall Moran à ouvrir un collège à Katmandou : c’est le collège Saint-Xavier de Godavari, première institution chrétienne dans le pays. D’abord installé dans une ancienne résidence royale à Godavari, quelque 15 kilomètres au sud de Katmandou, il a bientôt une annexe à Jawalakhel, à Lalitpur, au sud du fleuve Bagmati, dont la chapelle sert de lieu de culte pour les quelques catholiques (tous étrangers) qui résident au Népal. Toute conversion au christianisme est interdite.
Le royaume se libéralisant une préfecture apostolique est créée le 8 novembre 1996. Les changements politiques de la première décennie du XXIe siècle permettent à l’église catholique de diversifier ses activités apostoliques. La préfecture devient vicariat apostolique le 10 février 2007. Anthony Sharma, jésuite népalais en est le premier évêque (consacré le 5 mai 2007) avec siège titulaire à Gigthi.

## Supérieurs ecclésiastiques

### Préfecture apostolique du Népal
- 1996-2007 : Anthony Sharma, jésuite

### Vicariat apostolique du Népal
- 2007-2014 : Anthony Sharma (démissionnaire)
- 25 avril 2014-9 novembre 2024 : Paul Simick, nommé évêque de Bagdogra